# بوينغ طراز 7
طائرة بوينغ طراز 7 ،  المعروفة ببوينغ بيبي-1 هي طائرة بحرية أمريكية ذات سطحين بنيت من قبل شركة بوينغ في عشرينات القرن العشرين. يجلسالطيار واثنين من الركاب في قمرة القيادة وبقية الركاب خلف الطيار.